# Eduardo Alberto Lima Basto
Eduardo Alberto Lima Basto (Lisboa, 4 de fevereiro de 1875- Lisboa, 18 de junho de 1942) foi um professor, agrónomo e político português, ministro de várias pastas durante a 1ª República. Professor em Coimbra, em 1906 passa para o Instituto Superior de Agricultura e Veterinaria de Lisboa, como Chefe de serviço. Professor na Escola Superior Colonial até 1942. 
Maçon desde 1908 e militante dos democráticos, esteve ligado a Afonso Costa.
Como ministro do trabalho em 1917, enfrenta a chamada Revolta dos Abastecimentos, tentando superar a questão através do decreto de mobilização agrícola, decretado a 27 de outubro.
Foi também presidente da Associação Comercial de Lisboa, de 1932 a 1933. Publicou A fermentação alcoólica (1902), O Ensino Agrícola em Portugal (Conferência de 1914), Política Comercial Portuguesa (1934) e Inquérito Económico-Agrícola (1936, 4 volumes), entre outros.

## Biografia
Eduardo Alberto Lima Basto nasceu em Lisboa a 4 de fevereiro de 1875, na cidade de Lisboa. 
Frequentou Agronomia no Instituto de Agricultura de Lisboa, até 1902, quando terminou o curso com 15 valores. Foi depois, na mesma escola onde se formou, presidente nesse mesmo ano. 
Em 1906, regressa para Lisboa, onde se torna Chefe de serviço do Instituto de Agrocultura, Instituto Superior de Agronomia desde 1911. Foi em 1906 que publica A cultura do tabaco nos países tropicais., em 1908 A Cultura do Coqueiro na India Portuguesa
É em Lisboa que entra em contacto com a maçonaria, acabando por se tornar maçon em 1908, na loja José Estêvão, com o nome simbólico Berlese. De ideais republicanos e carbonários, entra em contacto e torna-se próximo a Afonso Costa. Não obstante, é, nesse mesmo ano, chefe de gabinete de Luís de Castro.
Ainda neste mesmo ano, torna-se professor na Escola Colonial de Lisboa, onde mantém o seu cargo de professor, até à sua morte. 
Depois da Implantação da República, torna-se intimamente ligado à política nacional e membro do Partido Democrático.
Em 1912, é chefe dos serviços agronómicos do Ministério das Colónias, e no ano seguinte, chefe de repartição do ensino agrícola do Ministério de Instrução.
Foi nomeado para se deslocar à Bélgica, em missão oficial, e estudar a maquinaria agrícola e tomar parte no Congresso de Instrução Primária, vindo a ser o relator das teses sobre o ensino primário agrícola.
Logo em 1914, é presidente da Câmara Municipal de Lisboa, de abril a dezembro. Começa a lecionar no Instituto Superior de Agronomia, onde até à jubilação, torna-se um dos mais importantes e proeminentes professores do instituto.
A 12 de dezembro de 1914, é designado como Ministro do Fomento do 8.º governo republicano, de Azevedo Coutinho, ficando como ministro apenas durante 44 dias. 
Continua, no entanto, as suas publicações académicas, participando na Conferência realizada na Associação Central da Agricultura Portuguesa, sob o título O ensino agrícola em Portugal.
Em 1915, é eleito para a Câmara dos Deputados, pelo círculo de Santarém, lugar que ocupou até 1917. Interessado pelos diversos problemas agrários nacionais, desde os abastecimentos de pão e subsistências das populações, à modernização da agricultura. 
Defendeu também a formação teórico-prática durante a aprendizagem dos conhecimentos agrícolas, e a formação da mulher rural em escolas doméstico-agrícolas. 
Em 1917, abandona o lugar de deputado para se tornar membro do Governo. No governo de Afonso Costa, é feito Ministro do Trabalho e Previdência Social.  Com a deterioração das condições socioeconómicas no País, o crescente descontentamento geral da população com a guerra, e a inflação, Lima Basto vê-se em mãos com a Revolta dos Abastecimentos, gerada principalmente pela falta de recursos alimentares. De forma a dar resposta à corrente crise, promulga o "Decreto de Mobilização Agrícola", que passa, mas sem grande sucesso. 
Com o Golpe de Estado de Dezembro de 1917, liderado por Sidónio Pais, é afastado da pasta ministerial.

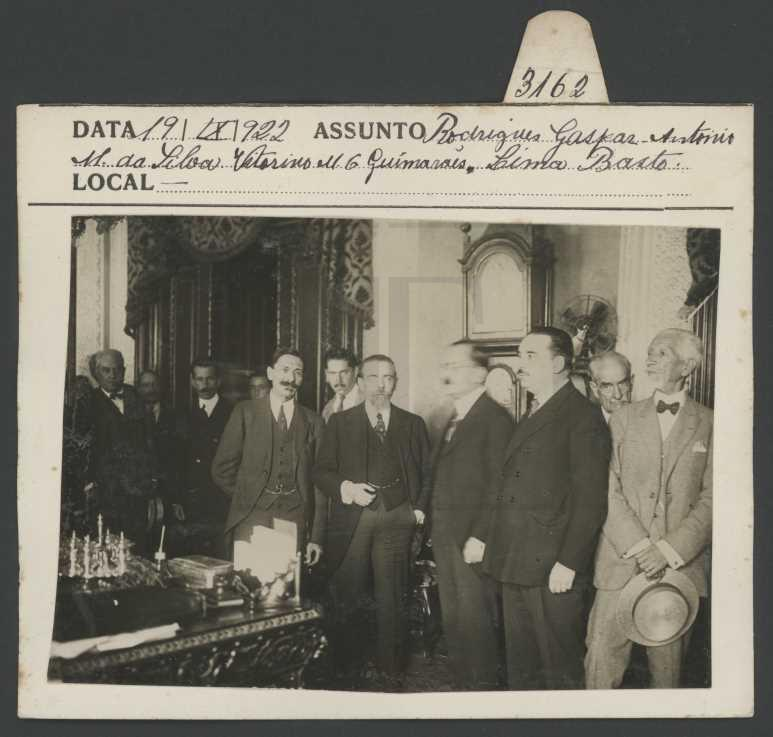
Eduardo de Lima Basto a 19 de setembro de 1922(terceiro a contar da direita), dando lugar ao novo ministro das Finanças.

Com a entrada dos anos 20, Lima Basto volta a ser indigitado a Ministro.
Em 1922, no 35.º governo republicano de António Maria da Silva, Eduardo Lima Basto entra no cargo de Ministro do Comércio e Comunicações, lugar que ocupa durante 254 dias. Durante esse período, ocupa também. interinamente o cargo de Ministro das Finanças, de 26 de agosto a 14 de setembro, sucedendo a Albano Portugal Durão e precedendo Vitorino Guimarães. 
Três anos depois, iria chefiar pela última vez um Ministério. e seria de novo o Ministério das Finanças. 
A 1 de julho de 1925, é constituído o gabinete do futuro governo chefiado por António Maria da Silva. Todos os ministros, excepto o ministro da marinha, eram bonzos, membros de uma ala política dentro do Partido Democrático.
No polémico Governo dos Bonzos, Lima Bastos ocupa o cargo de ministro das finanças de 1 de julho de 1925 a 1 de agosto de 1925, apenas 1 mês. Com as divisões internas do Partido Democrático, entre bonzos e canhotos, a grande instabilidade política que se vivia no país e com o definitivo golpe do 28 de maio de 1926, Eduardo Lima Basto decide afastar-se de toda a atividade política. 
A sua carreira política foi diretamente influenciada pela grande instabilidade política que se vivia no país, não tendo ficado como ministro mais do que uns meses. 
No entanto, enquanto governante defendeu a aplicação de várias medidas reformistas que conduzissem a mudanças estruturais da Nação, tal como a redistribuição da terra e reconversão de produções agrícolas e alargamento da irrigação.
Foi, depois de ter abandonado a vida política que publicou os seus trabalhos mais notórios. Com estes, cimentou a sua relevância em trabalhos de Agronomia em Portugal e uma figura importante e relevante nos estudos Agrónomos. Os seus trabalhos influenciaram diretamente a geração seguinte de agrónomos, como Eugénio de Castro Caldas e Henrique de Barros. 
Faleceu em Lisboa, a 18 de junho de 1942, com 67 anos. 